# پیتس بادیل
پیتس بادیل (آلمانیش: Piz Badile) کوهی است در رشته‌کوه برگاگلیا در سوئیس به ارتفاع ۳۳۰۸ متر که در مرز ایتالیا و سوئیس، از یک سو در کانتون گراوبوندن و از سوی دیگر در لمباردی واقع شده است. این کوه یکی از شش کوه عظیم شمالی آلپ است.

## نگارخانه

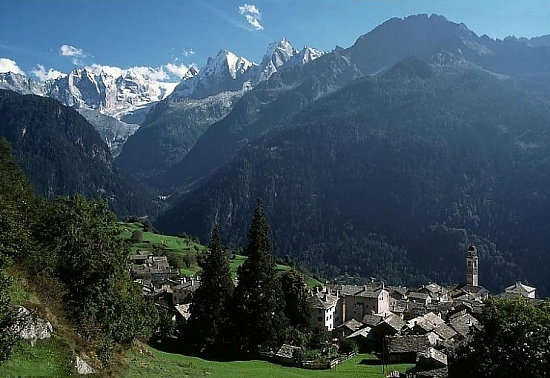
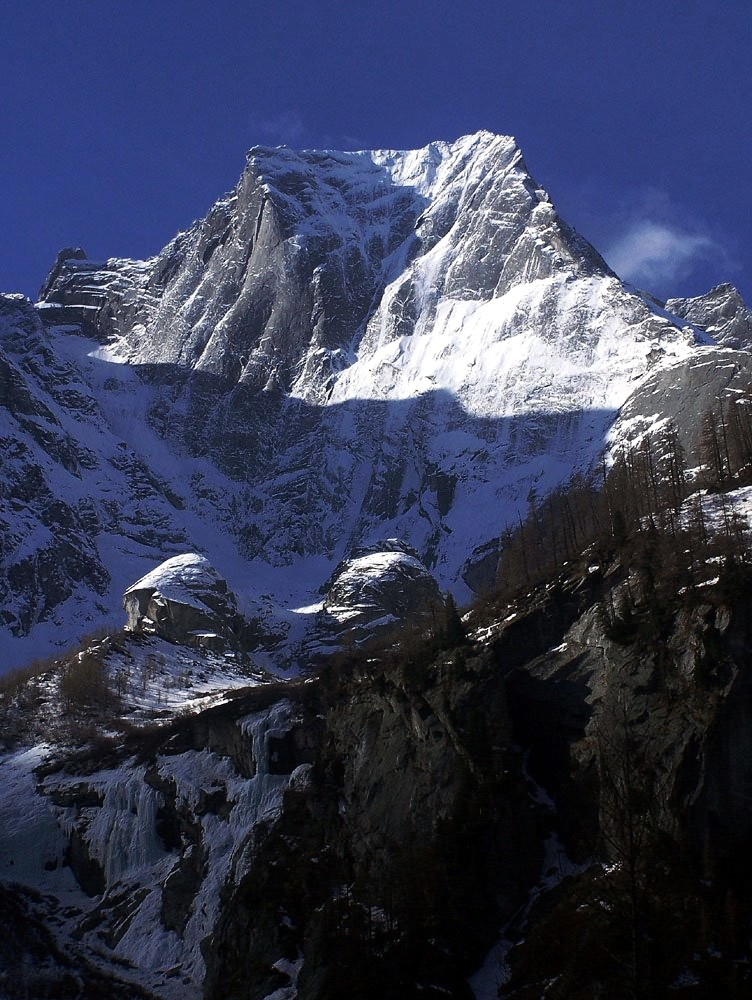
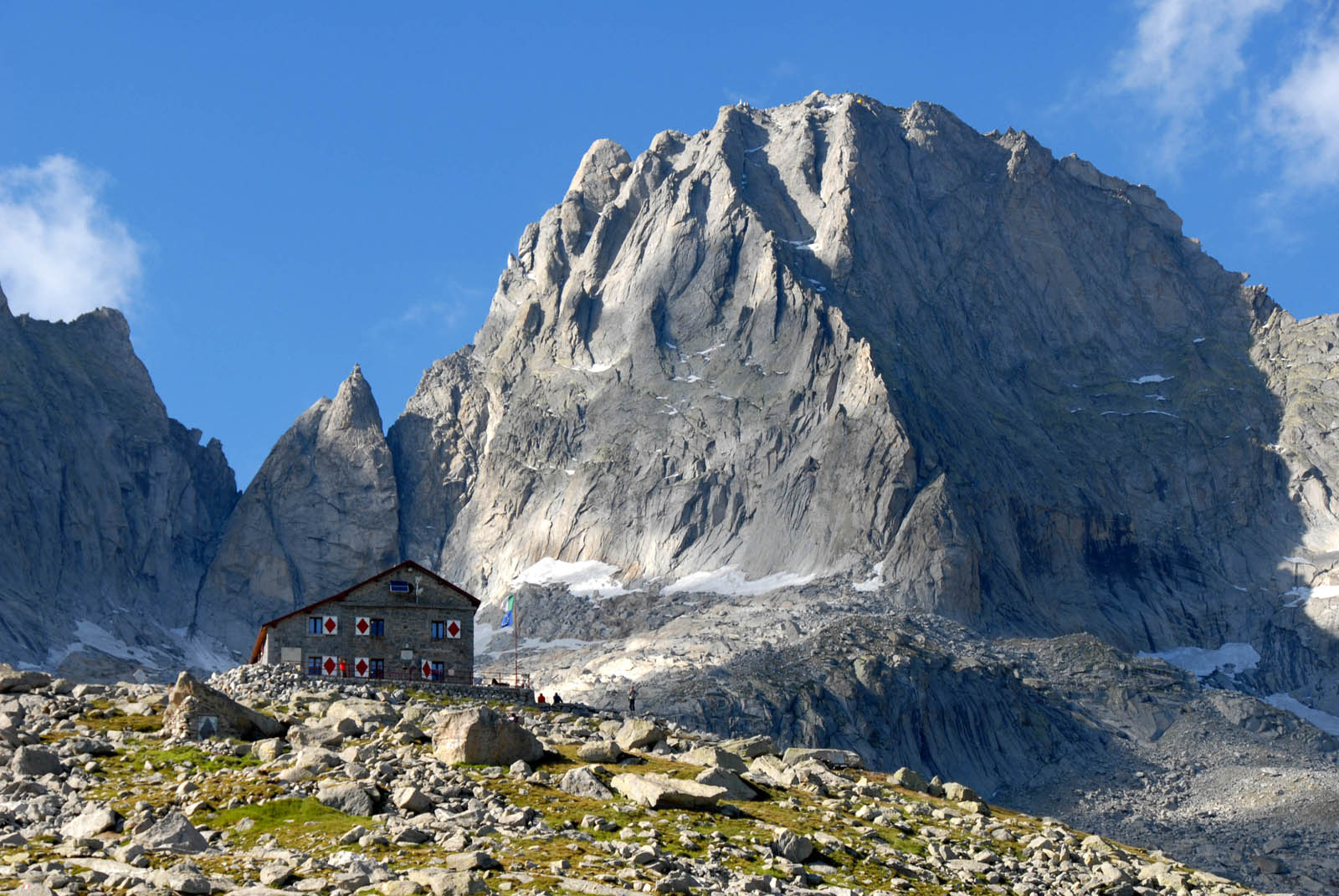